# Jongszan-ku
Jongszan-ku (hangul:  용산구, handzsa:  龍山區, RR: Yongsan-gu) Szöul 25 kerületének egyike, itt található a Koreai Nemzeti Múzeum, a külföldiek kedvelt találkahelye, Ithevon (Itaewon), a Namszan hegy és az N Seoul Tower.

## Tongok(Dongok)
- Cshongpha-tong (Cheongpa-dong) (청파동, 靑坡洞)
  - Szogje-tong (Seogye-dong) (서계동, 西界洞)
- Hangangno-tong (Hangangno-dong) (한강로동, 漢江路洞)
- Hannam-tong (Hannam-dong) (한남동, 漢南洞)
- Hjocshang-tong (Hyochang-dong) (효창동, 孝昌洞)
- Huam-tong (Huam-dong) (후암동, 厚岩洞)
- Icshon 1-tong (Ichon 1-dong) (이촌 1동, 二村洞)
- Icshon 2-tong (Ichon 2-dong) (이촌 2동, 二村洞)
- Ithevon 1-tong (Itaewon 1-dong) (이태원 1동, 梨泰院洞)
- Ithevon 2-tong (Itaewon 2-dong) (이태원 2동, 梨泰院洞)
- Jongmun-tong (Yongmun-dong) (용문동, 龍門洞)
  - Tovon-tong (Dowon-dong) (도원동, 桃園洞)
- Jongszan 2 ka-tong (Yongsan 2 ga-dong) (용산 2가동, 龍山洞)
- Namjong-tong (Namyeong-dong) (남영동, 南營洞)
  - Karvol-tong (Garwol-dong) (갈월동, 葛月洞)
  - Tongdzsa-tong (Dongja-dong) (동자동, 東子洞)
- Pogvang-tong (Bogwang-dong) (보광동, 普光洞)
- Szobinggo-tong (Seobinggo-dong) (서빙고동, 西氷庫洞)
  - Csuszong-tong (Juseong-dong) (주성동, 鑄城洞)
  - Tongbinggo-tong (Dongbinggo-dong) (동빙고동, 東氷庫洞)
- Vonhjoro 1-tong (Wonhyoro 1-dong) (원효로 1동, 元曉路洞)
  - Munbe-tong (Munbae-dong) (문배동, 文培洞)
  - Singje-tong (Singye-dong) (신계동, 新契洞)
- Vonhjoro 2-tong (Wonhyoro 2-dong) (원효로 2동, 元曉路洞)
  - Cshongam-tong (Cheongam-dong) (청암동, 淸岩洞)
  - Sincshang-tong (Sinchang-dong) (신창동, 新倉洞)
  - Szancshon-tong (Sancheon-dong) (산천동, 山泉洞)